# Palganeem
Palganeem är en udde på Estlands nordkust mot Finska viken. Den ligger i kommunen Vihula vald i Lääne-Virumaa, 70 km öster om huvudstaden Tallinn. Den ligger längst norrut på halvön Käsmu poolsaar som skiljer vikarna Eru laht i väster från Käsmu laht i öster.
Terrängen inåt land är platt. Havet är nära Palganeem åt nordväst. Runt Palganeem är det mycket glesbefolkat, med 5 invånare per kvadratkilometer. Närmaste större samhälle är Loksa, 9,6 km sydväst om Palganeem. I omgivningarna runt Palganeem växer i huvudsak blandskog.